# Kim Bodnia
Kim Bodnia (Copenhaguen, 12 d'abril de 1965) és un actor danès, conegut internacionalment pel seu paper de l'inspector d'homicidis "Martin Rohde" de la policia de Copenhaguen a la sèrie de televisió sueco-danesa El Pont (suec: Bron;danès: Broen).

## Biografia
Bodnia va néixer a Copenhaguen, però va créixer a la localitat d'Espergærde, Dinamarca en una família jueva originària de Polònia i Rússia.
Ell mateix admet que quan era nen no era gaire bon estudiant, descrivint-se a si mateix com un 'pallasso', i 'reticent a estudiar'. El seu interès estava posat en l'atletisme, en particular en els 100 metres llisos i el salt de longitud, en el qual va ser campió juvenil de Sjælland durant diversos anys. També aspirava a convertir-se en porter, però una lesió al peu li va impedir seguir una carrera professional al futbol.
Com a estudiant de l'Espergærde Ungdomsskole es va unir al grup de teatre, realitzant principalment papers còmics. Quan tenia 16 anys la seva mare li va suggerir que es presentés per una audició a l'Escola Nacional de Teatre de Copenhaguen. Va aconseguir entrar en el seu segon intent, un any després, en 1987.
Un dels seus primers papers principals després de la seva graduació el 1991 va ser el de Patrick Bateman en una versió teatral d'American Psycho, i va anar posteriorment sent encasellat en personatges violents. En el seu debut al cinema va ser en un petit paper com a porter de club a Afgrund af frihed ("Un abisme de llibertat").

## Com a director
El 2011 va coescriure i dirigir el curt Escape - Flugten fra ensomheden ("Escapament - El vol de la solitud"). A principis de 2014 va dirigir les lectures de The Tailor's Tale, una obra basada en l'experiència de la seva família de viure a la Copenhaguen ocupada pel nazisme, escrita pel seu cosí Alexander Bodin Saphir, i interpretada a la Scandinavia House–The Nordic Center in America de New York.

## Filmografia

### Cinema
| Any  | Pel·lícula                                     | Personatge         | Notes             |
| ---- | ---------------------------------------------- | ------------------ | ----------------- |
| 1989 | En Afgrund Af Frihed                           | Bouncer            |                   |
| 1993 | Bulldozer                                      | Samson             |                   |
| 1994 | Nattevagten                                    | Jens               |                   |
| 1996 | Pusher                                         | Frank              |                   |
| 1997 | Den Sidste Viking                              | Sigbard            |                   |
| 1999 | Bleeder                                        | Leo                |                   |
| 1999 | In China They Eat Dogs                         | Harald             |                   |
| 2001 | Øyenstikker                                    | Eddie              |                   |
| 2002 | Old Men In New Cars: In China They Eat Dogs II | Harald             |                   |
| 2002 | Himmelfall                                     | Johannes           |                   |
| 2004 | Den Gode Strømer                               | Jens               | També coguionista |
| 2004 | Monstertorsdag                                 | Skip               |                   |
| 2004 | Inkasso                                        | Claus              |                   |
| 2005 | Opbrud                                         | Philip             |                   |
| 2006 | The Journals of Knud Rasmussen                 | Peter Freuchen     |                   |
| 2007 | Ekko                                           | Simon              |                   |
| 2008 | Nefarious                                      | Elkiar             |                   |
| 2008 | Frygtelig Lykkelig                             | Jørgen Buhl        |                   |
| 2008 | Kandidaten                                     | Claes Kiehlert     |                   |
| 2009 | Vølvens Forbandelse                            | Harald Blåtand     |                   |
| 2009 | Julefrokosten                                  | Buller             |                   |
| 2010 | Caroline: Den Sidste Resje                     | Johan              |                   |
| 2010 | Tomme Tønner                                   | Dansken            |                   |
| 2010 | Min Bedste Fjende                              | Dansklærer         |                   |
| 2010 | Hævnen                                         | Lars               |                   |
| 2010 | Sandheden Om Mænd                              | Johnny             |                   |
| 2011 | Tomme Tønner 2 - Det Brune Gullet              | Dansken            |                   |
| 2011 | Delhi Belly                                    | Vladimir Dragunsky |                   |
| 2012 | Caroline: Den sidste rejse                     | Johan              |                   |
| 2012 | Love Is All You Need                           | Leif               |                   |
| 2012 | Mamma er en superhelt                          | Axel               | Curtmetratge      |
| 2012 | Rendezvous in Kiruna                           | John - le biker    |                   |
| 2013 | All for Two                                    | William Lynge      |                   |
| 2013 | Skytten                                        | Rasmus Holm Jensen |                   |
| 2013 | The Stranger Within                            | Masked Kidnapper   |                   |
| 2013 | A Very Unsettled Summer                        | Alex               |                   |
| 2013 | Krigarnas ö                                    | Martin             |                   |
| 2014 | Serena                                         |                    |                   |
| 2014 | The Veil of Twilight                           | Bergtor            |                   |
| 2014 | Rosewater                                      | Rosewater          |                   |
| 2015 | August                                         | August             |                   |

### Televisió
| Any  | Sèrie                               | Temporada | Episodis    | Personatge          |
| ---- | ----------------------------------- | --------- | ----------- | ------------------- |
| 2006 | Snapphanar                          |           |             | Mogens Laumann      |
| 2007 | Forbrydelsen                        | 1         | 18, 19 i 20 | Bülow               |
| 2010 | Les enquêtes du commissaire Winter" | 1         | 5 i 6       | Benny               |
| 2011 | Bron/Broen                          | 1         | 1 a 10      | Martin Rohde        |
| 2013 | Bron/Broen                          | 2         | 1 a 10      | Martin Rohde        |
| 2018 | Killing Eve                         | 1         | 1 a 8       | Konstantin Vasiliev |
| 2019 | Killing Eve                         | 2         | 1 a 8       | Konstantin Vasiliev |
| 2020 | Killing Eve                         | 3         | 1 a 8       | Konstantin Vasiliev |